# Caselle Torinese
Caselle Torinese – miejscowość i gmina we Włoszech, w regionie Piemont, w prowincji Turyn.
Według danych na rok 2004 gminę zamieszkiwało 15 437 osób, 551,3 os./km².